# ایلخوم مومینجونوف
ایلخوم مومینجونوف (ازبکی: Ilhom Moʻminjonov؛ زادهٔ ۲۱ ژانویهٔ ۱۹۷۹) بازیکن سابق و مربی فوتبال اهل ازبکستان است.
از باشگاه‌هایی که در آن بازی کرده است می‌توان به باشگاه فوتبال نوبهار نمنگان، باشگاه فوتبال بنیادکار، باشگاه فوتبال لوکوموتیو تاشکند، و باشگاه فوتبال پخته‌کار تاشکند اشاره کرد.
وی همچنین در تیم ملی فوتبال ازبکستان بازی کرده است.